# Koorchaloma spartinicola
Koorchaloma spartinicola är en svampart som beskrevs av V.V. Sarma, S.Y. Newell & K.D. Hyde 2001. Koorchaloma spartinicola ingår i släktet Koorchaloma, klassen Sordariomycetes, divisionen sporsäcksvampar och riket svampar.   Inga underarter finns listade i Catalogue of Life.